# Cryptocotyle
Cryptocotyle ist eine Gattung der Saugwürmer. Sie kommen in Europa, Nordafrika, Asien und Nordamerika vor und sind Dünndarmparasiten, deren Endwirt vor allem fischfressende Vögel sind. Sie können aber auch fischfressende Säugetiere befallen. Sie haben eine heteroxene Entwicklung mit zwei Zwischenwirten. Erster Zwischenwirt sind Schnecken, zweiter Fische. In Fischen kapseln sie sich in kleinen klaren Zysten in der Haut ab, um die der Fisch eine schwarz pigmentierte Bindegewebskapsel bildet. Dies wird als Schwarzfleckenkrankheit der Fische bezeichnet. Aber auch andere Saugwürmer können dieses klinische Bild verursachen.

## Lebenszyklus
Die Eier werden mit dem Kot des Endwirts ausgeschieden. Sie werden von Wasserschnecken aufgenommen. In der Schnecke entsteht das freie Larvenstadium (Miracidium) und daraus die Sporozyste mit den Redien und schließlich die Zerkarien. Diese verlassen die Schnecke und erreichen freischwimmend den zweiten Zwischenwirt. In diesen dringen sie durch die Haut ein und gelangen in die Haut, die Unterhautmuskulatur und das Bindegewebe neben der Wirbelsäule. Hier entwickeln sie sich zum infektiösen Stadium, der Metazerkarie. Diese kapselt sich unter Bildung einer protease- und säurefesten Kapsel ab. Das Immunsystem der Fische reagiert mit einer Entzündungsreaktion mit Anreicherung von pigmentbildenden Zellen (Melanophoren). Diese Zysten werden mit dem Fressen des Fisches durch den Endwirt aufgenommen. Die Zystenwand schützt die Metazerkarie auch vor der Magensäure im Endwirt und erst im alkalischen Milieu des Dünndarms wird die Zystenwand durch Pepsin zerstört und die Metazerkarie freigesetzt. Sie heftet sich an die Dünndarmschleimhaut an und reift zum Adultstadium.

## Arten
Die Gattung enthält sechs Arten:
- Cryptocotyle badamshini Kurochkin, 1959: Verbreitungsgebiet Ostsee[3]
- Cryptocotyle concava Creplin 1825: erster Zwischenwirt Süßwasserschnecken der Gattung Hydrobia, zweiter Süß- und Brackwasserfische[3], Typspezies
- Cryptocotyle cryptocotyloides Issaitschikow 1923
- Cryptocotyle delamurei Jurachno 1987: Erstbeschreibung beim Nördlichen Seebären[3]
- Cryptocotyle jejuna Nicoll, erster Zwischenwirt Gemeine Wattschnecke[3]
- Cryptocotyle lingua Fischoeder 1903: erster Zwischenwirt Große Strandschnecke[3]

Cryptocotyle americana und Cryptocotyle macrorhinis werden heute Cryptocotyle lingua zugerechnet, Cryptocotyle echinatum zu Cryptocotyle concava. Die Zuordnung von Cryptocotyle ransomi ist unsicher.
Nicht akzeptierte Synonyme der Gattung sind:
- Ciureana Skrjabin, 1923
- Hallum Wigdor, 1918
- Massaliatrema Dollfus & Timon-David, 1960
- Tocotrema Looss, 1899